# Euroschinus
Euroschinus is een geslacht uit de pruikenboomfamilie (Anacardiaceae). De soorten uit het geslacht komen voor op het eiland Nieuw-Guinea, in de Australische staat Queensland en op het eiland Nieuw-Caledonië.

## Soorten
- Euroschinus aoupiniensis Hoff
- Euroschinus elegans Engl.
- Euroschinus falcatus Hook.f.
- Euroschinus jaffrei Hoff
- Euroschinus obtusifolius Engl.
- Euroschinus papuanus Merr. & L.M.Perry
- Euroschinus rubromarginatus Baker f.
- Euroschinus verrucosus Engl.
- Euroschinus vieillardii Engl.

... · 
Anacardium · 
Bouea · 
Buchanania · 
Cotinus · 
Mangifera · 
Pistacia (Pistache) · 
Protorhus · 
Rhus · 
Schinus · 
Sclerocarya · 
Sorindeia · 
Spondias · 
Toxicodendron · 
...